# Districte autonome ale Rusiei

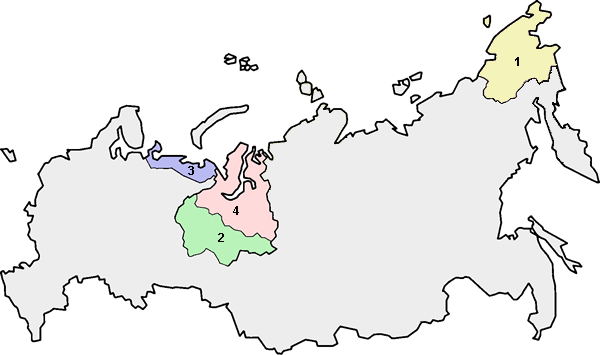
Okrugurile autonome ale Rusiei:
1. Districtul autonom Aga Buriatia
2. Districtul autonom Ciukotka
3. Districtul autonom Hantî-Mansi
4. Districtul autonom Neneț
5. Districtul auronom Ordînsk-Bureat
6. Districtul autonom Iamalo-Neneț

Un district (okrug) autonom se referă la o serie de unități create pentru o serie de națiuni mici din Uniunea Sovietică și din Federația Rusă, care au primit autonomie în cadrul regiunilor sau ținuturilor. În momentul de față, Federația Rusă este împărțită în 85 de subiecte federale, din care șase sunt avtonomnîie akruga (aвтономные округа).

## Istoric
Numite la început okruguri naționale, aceste tipuri de unități administrative au fost create în deceniul al treilea și au fost dezvoltate zece ani mai târziu pentru a asigura autonomie popoarelor indigene din nord. În 1977, prin noua constituție s-a schimbat termenul de okrug național în cel de okrug autonom. În vreme ce constituția din 1977 hotăra că okrugurile autonome sunt subordonate regiunilor și ținuturilor, această prevedere a fost revizuită în 1990, când s-a hotărât că districtele (okrugurile) autonome au o dublă subordonare: la primul nivel direct RSFS Ruse și la al doilea nivel regiunilor și ținuturilor cărora le fuseseră subordonate până în acel moment.

## Evoluție în timp
În 1990 existau zece districte autonome în cadrul RSFS Rusă, iar numărul lor a scăzut la șase în zilele noastre. Statutul lor din zilele noastre este trecut în paranteze. 
- Districtul autonom Aga Buriatia din cadrul Regiunii Cita (neschimbat)
- Districtul autonom Ciukotka din cadrul Regiunii Magadan (în zilele noastre nu mai este subordonat Regiunii Magadan)
- Districtul autonom Evenk din cadrul inutul Krasnoiarsk (inclus în inutul Krasnoiarsk)
- Districtul autonom Hantî-Mansi din cadrul Regiunii Tiumen (neschimbat)
- Districtul autonom Komi-Permiak (în zilele noastre Districtul Komi-Permiak din cadrul Ținutului Perm)
- Districtul autonom Koryak din cadrul Regiunea Kamciatka (neschimbat)
- Districtul autonom Neneț din cadrul Regiunii Arhanghelsk (neschimbat)
- Districtul autonom Taimîr din cadrul Ținutului Krasnoiarsk (inclus în Ținutul Krasnoiarsk)
- Districtul auronom Ordînsk-Bureat din cadrul Regiunii Irkutsk (neschimbat)
- Districtul autonom Iamalo-Neneț din cadrul Regiunii Tiumen (neschimbat)